# Matwejew Kurgan
Matwejew Kurgan (russisch Матвеев Курган; auch in der Schreibweise Matwejew-Kurgan, Матвеев-Курган) ist eine Siedlung (possjolok) in der Oblast Rostow in Russland mit 15.590 Einwohnern (Stand 14. Oktober 2010).

## Geographie

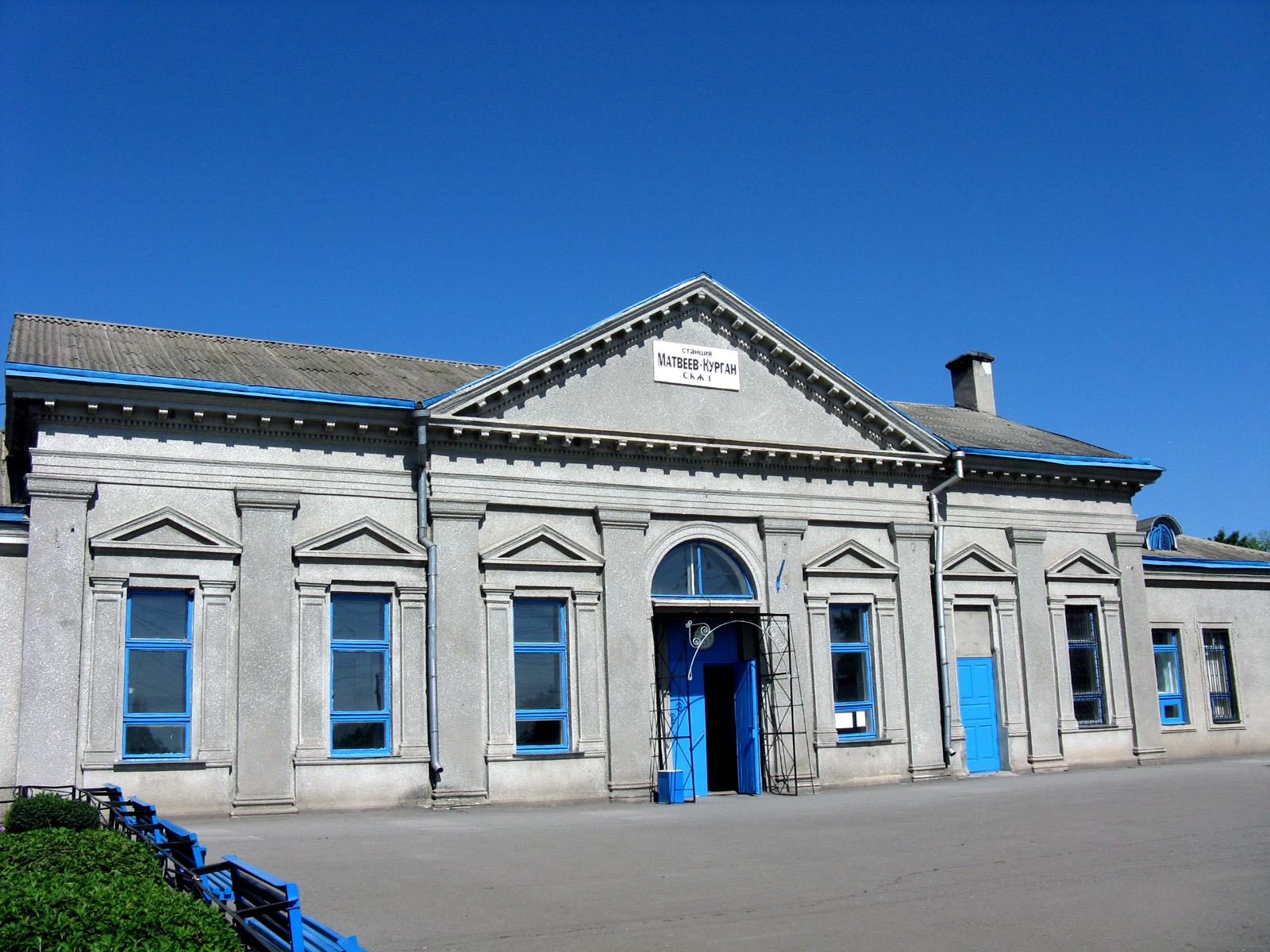
Bahnhof Matwejew Kurgan

Der Ort liegt etwa 75 km Luftlinie nordwestlich des Oblastverwaltungszentrums Rostow am Don am linken Ufer des Mius, knapp 20 km von der Staatsgrenze zur Ukraine entfernt.
Matwejew Kurgan ist Verwaltungszentrum des Rajons Matwejewo-Kurganski sowie Sitz der Landgemeinde Matwejewo-Kurganskoje selskoje posselenije, zu der außerdem die Dörfer Kamyschowka (24 km östlich), Marjewka (21 km östlich), Nowoandrianowka (13 km östlich), Petrowka (18 km ostnordöstlich) und Sokolowka (23 km östlich), die Siedlungen Krasny Bumaschnik (5 km westlich) und Suchoretschenski (4 km südlich) sowie die Weiler (chutor) Daraganow (7 km westlich), Kolesnikowo (3 km südsüdöstlich), Samoilowo (15 km westsüdwestlich) und Starorotowka (3 km nördlich) gehören.

## Geschichte
Der Ort wurde 1780 vom Ataman der Donkosaken Alexei Ilowaiski († 1797) gegründet. Die Bedeutung des Dorfes wuchs erst nach der Vorbeiführung der Eisenbahnstrecke Charkow – Taganrog der damaligen Kursk-Charkow-Asowschen Eisenbahn, die auf dem Abschnitt am 23. Dezember 1869 den Betrieb aufnahm.
1923 wurde Matwejew Kurgan Verwaltungszentrum eines Rajons. Im Zweiten Weltkrieg war der Ort vom 17. Oktober 1941 bis 17. Februar 1943 von der deutschen Wehrmacht besetzt. Nach der Rückeroberung durch die Rote Armee verlief die Front noch etwa ein halbes Jahr in unmittelbarer Nähe des Ortes, da die Wehrmacht entlang dem Mius starke Verteidigungsstellungen errichtet hatte, die erst im Juli bis August 1943 im Rahmen der Donez-Mius-Offensive überwunden werden konnten.
Von 1962 bis 1993 besaß Matwejew Kurgan den Status einer Siedlung städtischen Typs.

### Bevölkerungsentwicklung
| Jahr | Einwohner |
| ---- | --------- |
| 1872 | 682       |
| 1939 | 5.812     |
| 1959 | 6.735     |
| 1970 | 11.318    |
| 1979 | 12.512    |
| 1989 | 13.892    |
| 2002 | 14.364    |
| 2010 | 15.590    |

Anmerkung: ab 1939 Volkszählungsdaten

## Verkehr
Matwejew Kurgan liegt an der auf diesem Abschnitt seit 1961 elektrifizierten Eisenbahnstrecke Moskau – Charkiw – Rostow am Don (Streckenkilometer 1237), die in der Sowjetunion Teil der wichtigsten Verbindung im Personenverkehr zwischen Moskau und dem Kaukasus sowie der kaukasischen Schwarzmeerküste war. Nach dem Zerfall der Sowjetunion hat die Strecke aufgrund ihres Verlaufes durch die Ukraine diese Bedeutung an die östlichere Verbindung über Woronesch verloren.
Am östlichen Ortsrand führt die Regionalstraße 60K-5 vorbei, die östlich von Taganrog von der föderalen Fernstraße A280 (vormals M23) abzweigt und zur ukrainischen Grenze führt (danach weiter Richtung Charzysk; Teil der kürzesten Verbindung zwischen den Millionenstädten Rostow am Don und Donezk).

## Söhne und Töchter des Ortes
- Oleksandr Onischtschenko (* 1969), ukrainischer Unternehmer, Pferdesportler und Sportfunktionär